# Charles Kálmán

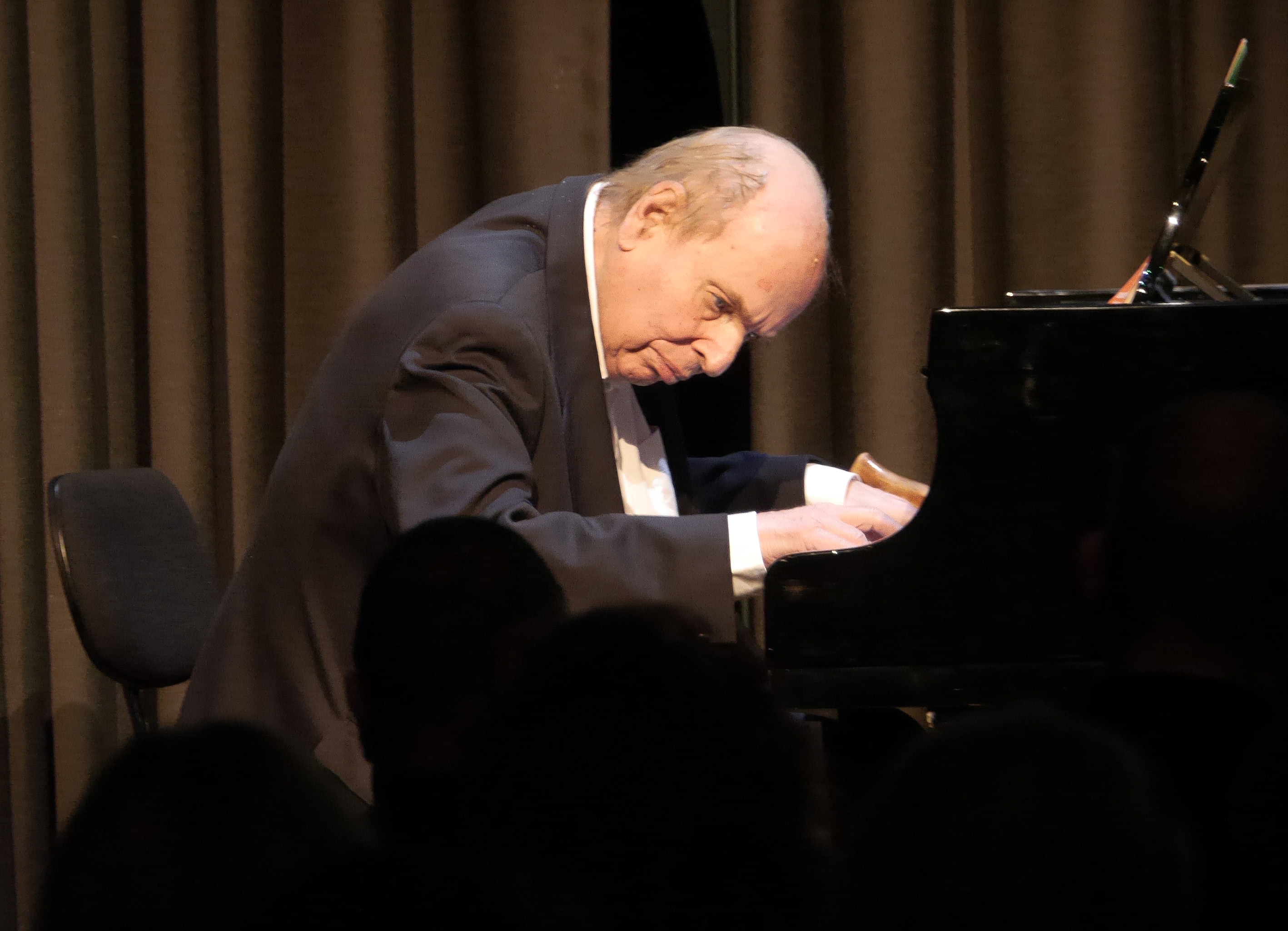
Charles Kálmán, 2014

Charles Kálmán; auch Charles Kalman (* 17. November 1929 in Wien als Karl Emmerich Kalman; † 22. Februar 2015 in München) war ein österreichischer Film- und Bühnenkomponist. Wie sein Vater Emmerich Kálmán schrieb auch er Operetten, war jedoch mehr dem Musical zugewandt. Das literarische Chanson war ein weiteres Betätigungsfeld Kálmáns, daneben trat er als Schauspieler, zum Beispiel in Helmut Dietls Serie Kir Royal, in Erscheinung.

## Leben und Wirken
Kálmán wuchs nach der Vertreibung im Zuge des Anschlusses Österreichs 1938 im französischen und US-amerikanischen Exil auf. Er studierte Klavier und Komposition an der Riverdale School of Music in New York und an der Columbia University. Sein Bühnenerstling war die Revue Babe in the Woods. Am Conservatoire de Paris zählte unter anderen Jean Rivier zu seinen Lehrern. Ab den 1950er-Jahren wandte er sich der gehobenen Unterhaltungsmusik zu. Zu den Interpreten seiner Chansons gehörten beispielsweise Margot Werner, Evelyn Künneke, Harald Juhnke und Ute Lemper. In den 1980er und 1990er Jahren schrieb er unter anderem auch die Filmmusik zu Produktionen von Wolf Gremm, Douglas Wolfsperger oder Radu Gabrea.
Kálmán lebte zuletzt in München und Italien. Anlässlich seines 85. Geburtstages erhielt er im Dezember 2014 das Goldene Verdienstzeichen des Landes Wien.

## Werke (Auswahl)

### Bühnenwerke
- Arizona Lady (Bern, 1954; begonnen von seinem Vater)
- Revue-Operette Wir reisen um die Welt, 1955
- Alfie, Musik-Boulevardkomödie für Harald Juhnke
- QuasiModo (Komposition zusammen mit Thomas E. Killinger und Siegfried Türpe), Musical, Uraufführung 1988
- Der blaue Engel (1993), Musical, Uraufführung 1993
- Dryads Kiss (Der Kuss der Dryade), Musical, Uraufführung 2002

### Kammermusik
- Episode für Violine und Klavier (2009)
- Fred Astaire-Suite für Klavier und Perkussion (2009)

### Orchesterwerke
- Hudson Concerto (1948/1960)
- Times Square Fantasy (1954)
- Majorie Walzer, Bonjour Paris (1955)
- Nostalgie (1963)
- Festival Walzer (1963)
- New York Impressions (1964)
- Klavierkonzert Nr. 2 h-Moll (1965)
- A tous les amoureux (1974)
- Deux histoires d’amour (1992)
- Concertino für Klavier und Orchester (2001)
- Rencontres (2004)
- Trois Scenes de Paris (2004)
- Fagottiana (2009)
- Music Hall Memories (2010)

## Filmografie (Auswahl)

### Kino
- 1980: Fabian
- 1981: Kein Reihenhaus für Robin Hood
- 1981: Nach Mitternacht
- 1984: Sigi, der Straßenfeger
- 1985: Tränen in Florenz
- 1986: Kies
- 1993: Rosenemil

### Fernsehen
- 1983: Hinter der Tür
- 1986: Tödliche Liebe
- 1986: Kir Royal (Folge 6) (als Schauspieler)[2]
- 1987: Vicky und Nicky